# Quavo
Quavious Keyate Marshall (2 april 1991), professioneel bekend als Quavo is een Amerikaanse rapper uit Athens, Georgia .
Hij is vooral bekend als frontman van de inmiddels ter ziele gegane hiphopgroep Migos. De groep, opgericht in 2008 met zijn neef Takeoff en hun wederzijdse vriend Offset, bracht vier commercieel succesvolle studioalbums uit tot hun ontbinding in 2023.
Buiten Migos was Quavo te zien in verschillende Billboard Hot 100 top 10-hits, waaronder Post Malone's 'Congrats' - dat door de Recording Industry Association of America (RIAA) als diamant werd gecertificeerd - en ook in 'No Brainer' en "I'm the One", waarvan de laatste bovenaan de hitlijst stond. In 2018 bracht hij zijn debuut soloalbum Quavo Huncho uit, dat piekte op nummer twee in de Billboard 200. Zijn tweede album, Rocket Power (2023) werd uitgebracht ter nagedachtenis aan Takeoff.

## Jeugd
Quavo werd geboren op 2 april 1991 in Athene, Georgia. De drie leden van Migos groeiden samen op in Gwinnett County, een grotendeels voorstedelijk gebied 20-30 minuten ten noordoosten van Atlanta. Quavo ging naar de Berkmar High School en was de startende quarterback van het voetbalteam tijdens het seizoen 2009. Quavo stopte met football voordat hij afstudeerde uit Berkmar.